# Улица Гамалеи
Улица Гамале́и — улица на северо-западе Москвы в районе Щукино Северо-Западного административного округа. Находится между улицами Максимова и Академика Бочвара. Здесь находятся  Институт эпидемиологии и микробиологии имени Н.Ф. Гамалеи и Институт вирусологии имени Д.И. Ивановского.

## Происхождение названия
Улица названа в 1964 году в честь Николая Фёдоровича Гамалеи (1859—1949) — одного из основоположников отечественной микробиологии и эпидемиологии; в конце XIX века работал в Париже у Луи Пастера; вместе с И. И. Мечниковым впервые в России организовал пастеровскую станцию по борьбе с бешенством, чумой и другими тяжёлыми инфекционными заболеваниями. Его имя в 1949 году было присвоено Институту эпидемиологии и микробиологии, расположенному на улице. Прежнее название — 1-й Щукинский проезд — было дано по находившейся здесь деревне Щукино.

## Расположение
Улица Гамалеи начинается от улицы Максимова, проходит на северо-запад, затем поворачивает севернее и заканчивается на улице Академика Бочвара. На правой стороне находится Институт вирусологии и комплекс Института Гамалеи. Улица Академика Ермольевой соединяет её с Живописной улицей.

## Учреждения и организации
По нечётной стороне:
- Дом 5 — детский сад № 1397;

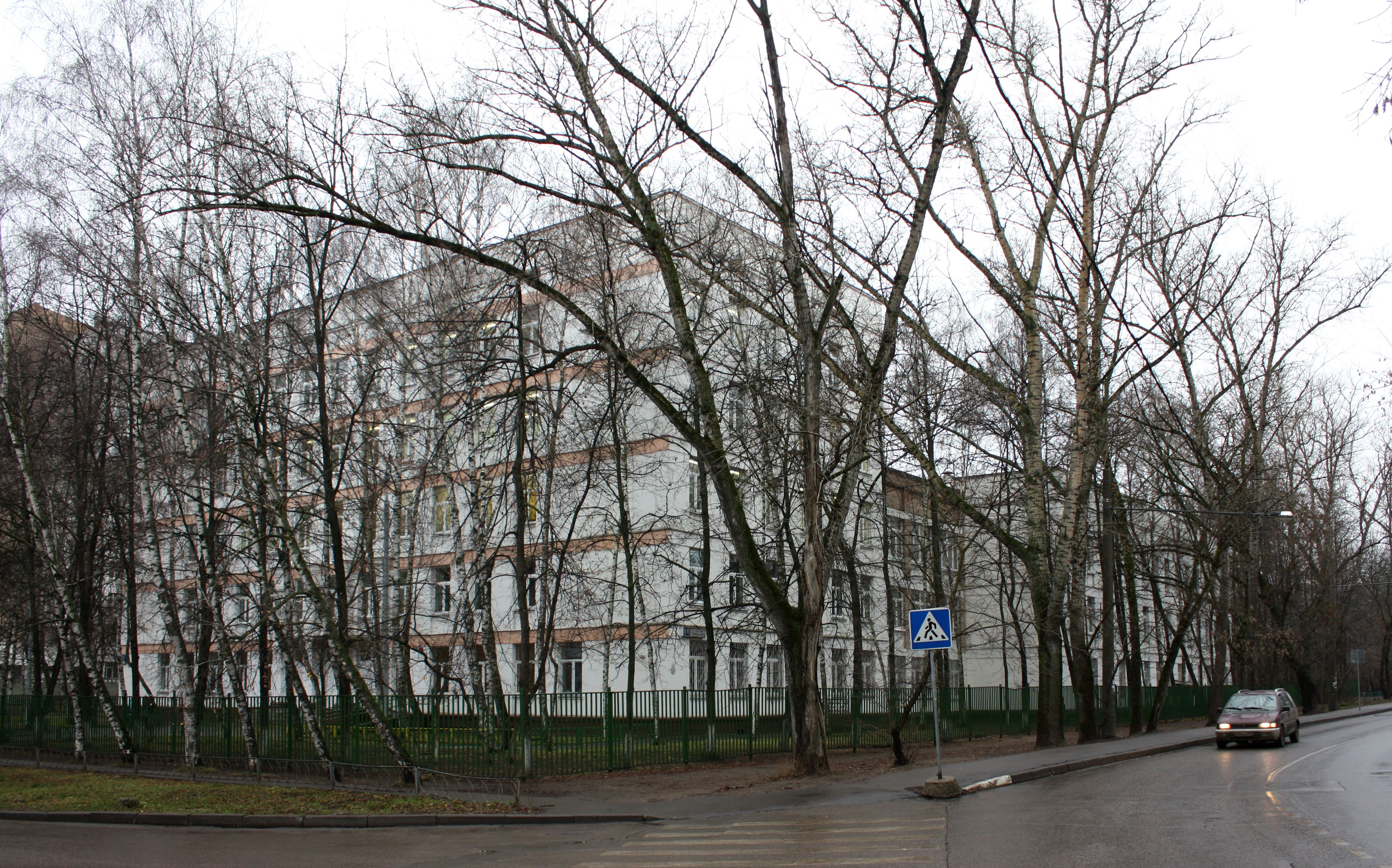
№ 17, к. 1. Школа № 1210.

- Дом 13 — ФКУ «Главное бюро медико-социальной экспертизы ФМБА России»;
- Дом 15 — Научно-клинический центр оториноларингологии Федерального агентства по здравоохранению и социальному развитию; клиническая больница № 86 и Центральная стоматологическая поликлиника Федерального медико-биологического агентства;
- Дом 17, корпус 1 — Школа № 1210 (с углубленным изучением английского языка);

По чётной стороне:
- Дом 2А — детский сад № 733;
- Дом 16 — НИИ вирусологии имени Д. И. Ивановского РАМН;
- Дом 18 — НИИ эпидемиологии и микробиологии имени Н.Ф. Гамалеи (НИИЭМ РАМН).